# آمه‌یا-یوکوچو

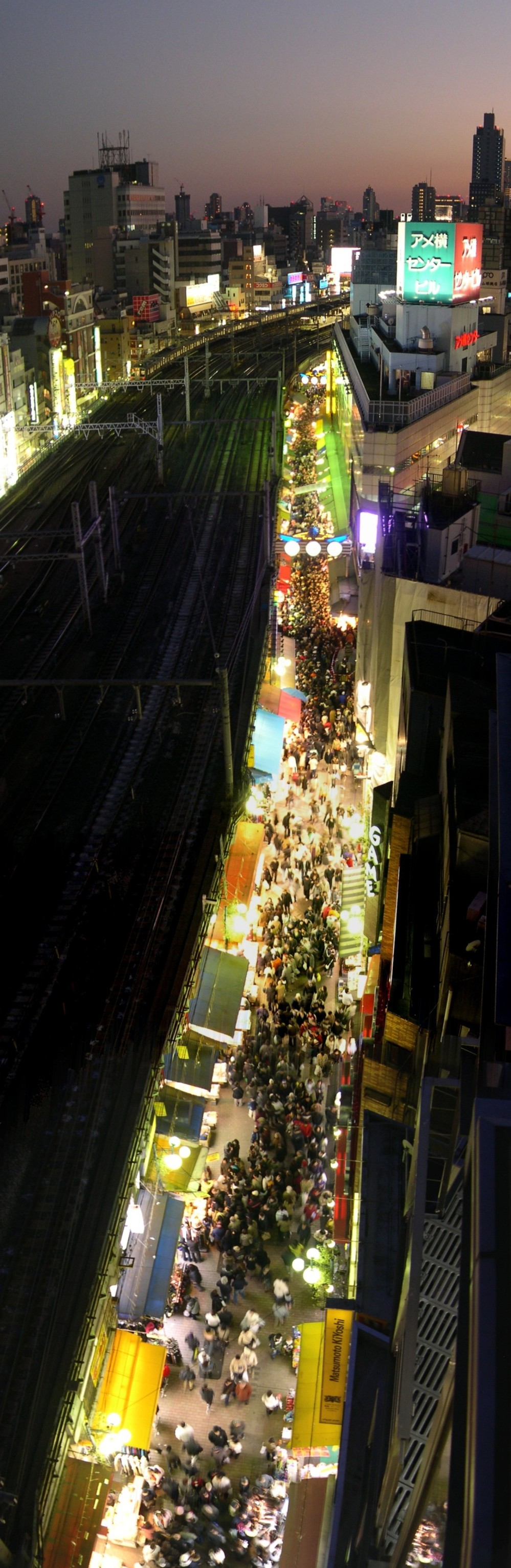
آمه‌یا-یوکوچو در روزهای پایانی سال

آمه‌یا-یوکوچو (به ژاپنی: アメヤ横丁 Ameya-yokocho) در منطقهٔ تایتو در توکیو پایتخت ژاپن واقع شده‌است. این خیابان و مرکز خرید بین ایستگاه اوکاچیماچی و ایستگاه اوئنو در قسمت غربی و زیر پل کوکاکئو خط یامانوته قرار دارد. به اختصار آمه‌یوکو نیز نامیده می‌شود. طول این خیابان در حدود ۴۰۰ متر است و در حال حاضر بیش از چهار صد مغازه دارد.

## ایستگاه‌های اطراف
- خط جی آر، خط یامانوته، ایستگاه اوکاچیماچی (御徒町駅)
- خط جی آر، خط که‌ایهین-توهوکو، ایستگاه اوکاچیماچی
- خط جی آر، خط یامانوته، ایستگاه اوئنو
- خط جی آر، خط که‌ایهین-توهوکو، ایستگاه اوئنو
- متروی توکیو، خط گینزا، ایستگاه اوئنو G 16
- متروی توکیو، خط هیبیا، ایستگاه اوئنو H 17

## نگارخانه

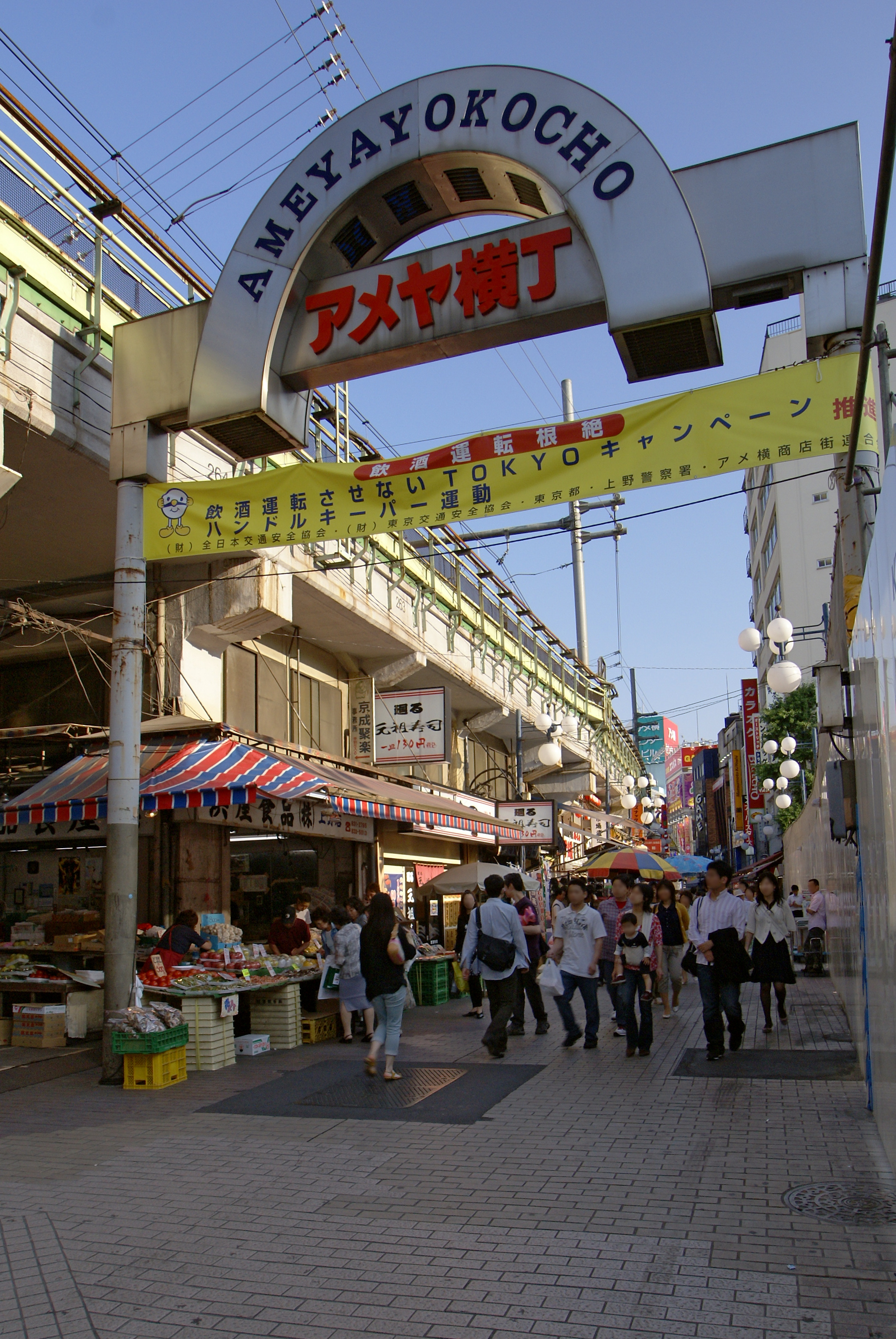
آمه‌یا-یوکوچو
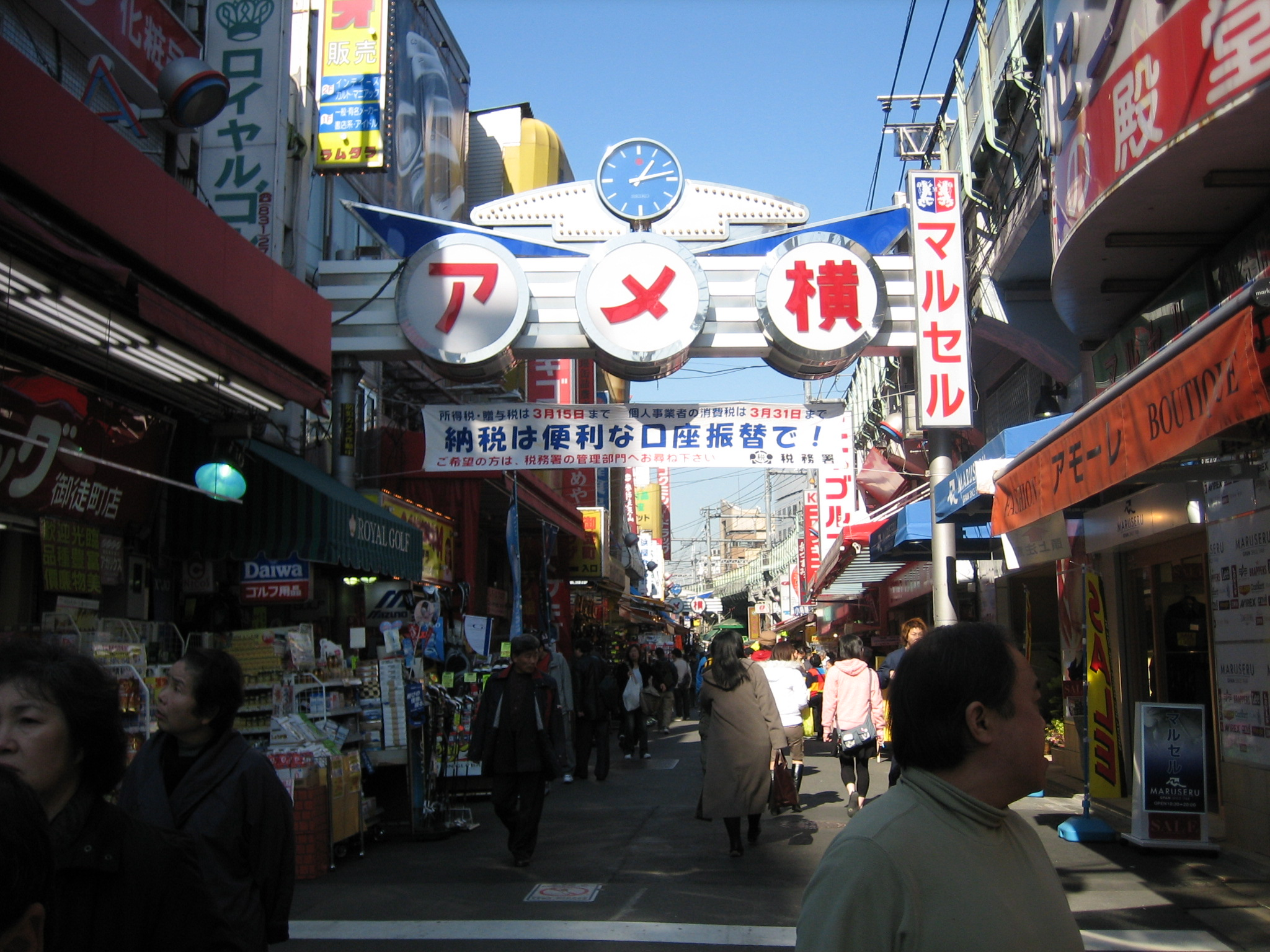
آمه‌یا-یوکوچو